# Eparchie Mariä Verkündigung Strumica-Skopje
Die Eparchie Mariä Verkündigung Strumica-Skopje (lat.: Eparchia Beatae Mariae Virginis in Caelum Assumptae Strummnitzensis-Scopiensis, bis 31. Mai 2018 Apostolisches Exarchat Mazedonien) ist eine in Nordmazedonien gelegene Eparchie für Katholiken des byzantinischen Ritus mit Sitz in Skopje. Die Gläubigen sind größtenteils Albaner.

## Geschichte

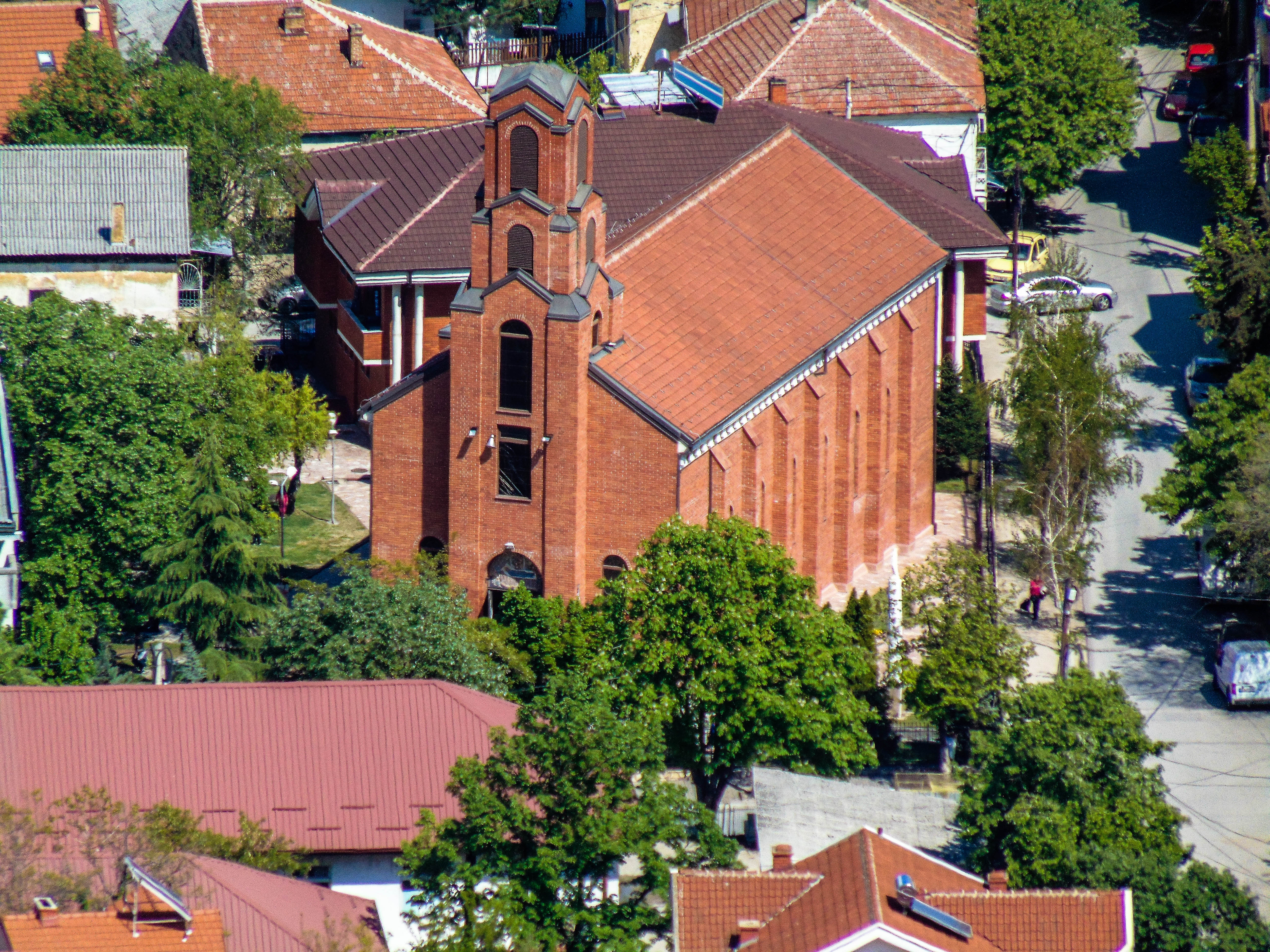
Kathedrale der Himmelfahrt der Heiligen Jungfrau in Strumica

Nach Union einiger Priestern zwischen 1859 (Union von Kilkis) und 1861 wurde 1881 eine Jurisdiktion der Bulgarisch-Katholischen Kirche erschaffen. Die Jurisdiktion umfasste zwei Apostolische Vikariate Makedonien und Thrakien. Das Apostolische Vikariat wurde 1922 oder nach anderen Quellen 1924 aufgelöst.

### Apostolisches Exarchat von Mazedonien
Papst Johannes Paul II. errichtete am 11. Januar 2001 aus Gebietsabtretungen der Eparchie Križevci das Apostolische Exarchat für die Katholiken des byzantinischen Ritus in Makedonien. Formal ist die Mazedonische Griechisch-katholische Kirche eine Kirche eigenen Rechts (sui iuris) und zählt zu den griechisch-katholischen Ostkirchen. Das mazedonische Exarchat verfügt jedoch nicht über jenen Grad an Autonomie, durch den sich die meisten mit Rom unierten Kirchen auszeichnen: zum einen wird der Apostolische Exarch direkt vom Papst ernannt, zum anderen wird dieses Bischofsamt derzeit (2004) in Personalunion vom Bischof der römisch-katholischen Diözese Skopje mitverwaltet.

### Eparchie Mariä Verkündigung Strumica-Skopje
Am 31. Mai 2018 erhob Papst Franziskus das Exarchat in den Rang einer Eparchie und ernannte den bisherigen Exarchen Kiro Stojanov zum ersten Diözesanbischof der Eparchie.

## Ordinarien

### Apostolischer Vikar
- Lasar Mladenow CM (12. Juni 1883–4. März 1918, gestorben)
- Epifanio Scianow (23. Juli 1895–1922, emeritiert)

### Apostolische Exarchen von Mazedonien
- Joakim Herbut (11. Januar 2001–15. April 2005, gestorben)
- Kiro Stojanov, (20. Juli 2005–31. Mai 2018)

### Bischof von Strumica-Skopje
- Kiro Stojanov, seit 31. Mai 2018

## Statistik
| Jahr | Bevölkerung | Bevölkerung | Bevölkerung | Priester     | Priester         | Priester       | Priester               | Ständige Diakone | Ordensleute  | Ordensleute      | Pfarreien |
| Jahr | Katholiken  | Einwohner   | %           | Gesamtanzahl | Diözesanpriester | Ordenspriester | Katholiken je Priester | Ständige Diakone | Ordensbrüder | Ordensschwestern | Pfarreien |
| ---- | ----------- | ----------- | ----------- | ------------ | ---------------- | -------------- | ---------------------- | ---------------- | ------------ | ---------------- | --------- |
| 2000 | 10.000      | ?           | ?           | 10           | 7                | 3              | 1.000                  |                  | 3            | 23               | 8         |
| 2001 | 6.320       | ?           | ?           | 9            | 9                |                | 702                    |                  |              | 18               | 5         |
| 2004 | 11.398      | ?           | ?           | 9            | 9                |                | 1.266                  |                  |              | 18               | 5         |
| 2009 | 15.037      | ?           | ?           | 11           | 10               | 1              | 1.367                  |                  | 1            | 18               | 7         |
| 2013 | 11.305      | ?           | ?           | 14           | 13               | 1              | 807                    |                  | 1            | 18               | 7         |
| 2018 | 11.444      | ?           | ?           | 16           | 15               | 1              | 715                    |                  | 1            | 18               | 8         |